# Kingsman: The Golden Circle
Kingsman: The Golden Circle is een Brits-Amerikaanse actiefilm uit 2017 geregisseerd door Matthew Vaughn, die het samen met Jane Goldman ook geschreven heeft. De spionagekomedie is een vervolg op Kingsman: The Secret Service.

## Plot
Een jaar na de gebeurtenissen van de vorige film is Eggsy Unwin officieel toegetreden tot Kingsman. Hij nam de naam van zijn omgekomen mentor Harry Hart over (Galahad) en begon een relatie met Tilde, de Zweedse kroonprinses. Op weg naar huis van de kleermaker (het Kingsman hoofdkwartier) wordt hij in een hinderlaag gelokt door Charlie Hesketh, een voormalige Kingsman-stagiair die zijn arm en stembanden kwijtraakte (maar per ongeluk door Eggsy werd gered) tijdens het Valentine-incident. Eggsy weet te ontkomen aan Charlie en zijn handlangers in een achtervolging door Londen, maar Charlie weet met zijn afgehakte cybernetische arm de Kingsman-servers te hacken via de computer in Eggsy's auto. Met de opgedane informatie lanceert Poppy Adams, de leider van 's werelds grootste drugsdealers, de Golden Circle, raketten die het hoofdkwartier van Kingsman vernietigen en alle agenten in Groot-Brittannië doden, afgezien van Eggsy en Merlin.
Eggsy en Merlin volgen een doomsday-protocol dat hen naar Statesman leidt, de Amerikaanse tegenhanger van Kingsman die een bourbon whiskey-distilleerderij in Kentucky als dekmantel gebruikt. Daar ontdekken ze dat Harry Hart de schietpartij met Valentine toch heeft overleefd, dankzij de technologie van Statesman. Hart heeft echter geheugenverlies en herinnert zich niets meer. Statesman-leider Champagne biedt de steun van Statesman om Golden Circle ten val te brengen. Wanneer Statesman Tequila later onder de blauwe uitslag zit en last heeft van stemmingsstoornissen (fase 1 en 2 van de vergiftiging) wordt hij vervangen door een andere agent, Whiskey, als de partner van Eggsy. Eggsy krijgt de opdracht om Charlie's ex-vriendin Clara Von Gluckfberg te verleiden, en tijdens een seksuele ontmoeting op het Glastonbury Festival "chipt" hij haar met een tracking device. Vooraf vertelt hij Tilde wat hij moet doen, maar toch beëindigt zij hierom hun relatie.
Eggsy slaagt erin Harry's geheugenverlies te genezen door te dreigen met het neerschieten van een Cairn Terrier-puppy die lijkt op Harry's overleden hond. Vervolgens zendt Poppy een bericht uit waarin ze aankondigt dat ze een gif aan al haar drugs heeft toegevoegd, waardoor gebruikers symptomen krijgen zoals Tequila die had, voordat ze verlamd raken en uiteindelijk overlijden. Ze chanteert de president van de Verenigde Staten en eist dat hij stopt met de jacht op haar drugskartel. Wanneer hij dat toezegt belooft zij het tegengif beschikbaar te stellen. De president lijkt met haar te gaan onderhandelen, maar besluit in het geheim om niets te doen, omdat hij het wel prima vindt wanneer alle drugsgebruikers sterven en Poppy failliet gaat.
Eggsy, Harry en Whiskey volgen Clara naar een Golden Circle-faciliteit in Italië. Eggsy slaagt erin om een monster van het tegengif te stelen, maar het wordt door Whiskey vernield tijdens een aanval door de handlangers van de Golden Circle, waarna Harry hem verdenkt van tegen hen te werken. Harry schiet Whiskey in het hoofd, maar Eggsy, in de overtuiging dat Harry waanvoorstellingen heeft vanwege een onvolledig herstel, redt hem met dezelfde technologie die de Statesman gebruikte om Harry te redden. Prinses Tilde belt Eggsy en vertelt dat ze symptomen van vergiftiging (blauwe uitslag en stemmingsstoornissen) heeft. Eggsy, Harry en Merlin ontdekken de locatie van Poppy's schuilplaats in Cambodja, "Poppy Land", en vliegen erheen.
Tijdens het verkennen van Poppy Land stapt Eggsy op een landmijn, maar Merlijn offert zichzelf op om hem en Harry te redden. Eggsy en Harry bestormen het hol; Eggsy doodt Charlie, terwijl Harry Poppy's robothonden vernietigt met de hulp van Elton John, die was gekidnapt door Poppy. Ze weten de laptop te confisqueren die de drones bestuurt die wereldwijd het tegengif moeten leveren en injecteren Poppy met een geconcentreerde dosis van haar eigen gif en met heroïne. Poppy geeft hen het laptopwachtwoord voor het tegengif voordat ze sterft. Whiskey onderbreekt hen voordat ze de drones kunnen inzetten, waarna zijn leidmotief duidelijk wordt: hij wil alle drugsgebruikers uitroeien omdat zijn zwangere vrouw is omgekomen tijdens een overval gepleegd door twee drugsverslaafden. Eggsy en Harry vechten en doden Whiskey, en activeren dan alsnog de drones.
Nadat iedereen gered is wordt de president afgezet wegens samenzwering (hij wilde immers alle drugsverslaafden laten omkomen). Statesman koopt een distilleerderij in Schotland om Kingsman te helpen herbouwen. Statesman tech-support Ginger Ale krijgt promotie en krijgt de positie die voorheen werd bekleed door Whiskey. Eggsy trouwt toch nog met prinses Tilde en Tequila treedt toe tot Kingsman, die een nieuwe kleermakerswinkel in Londen opent.

## Rolverdeling

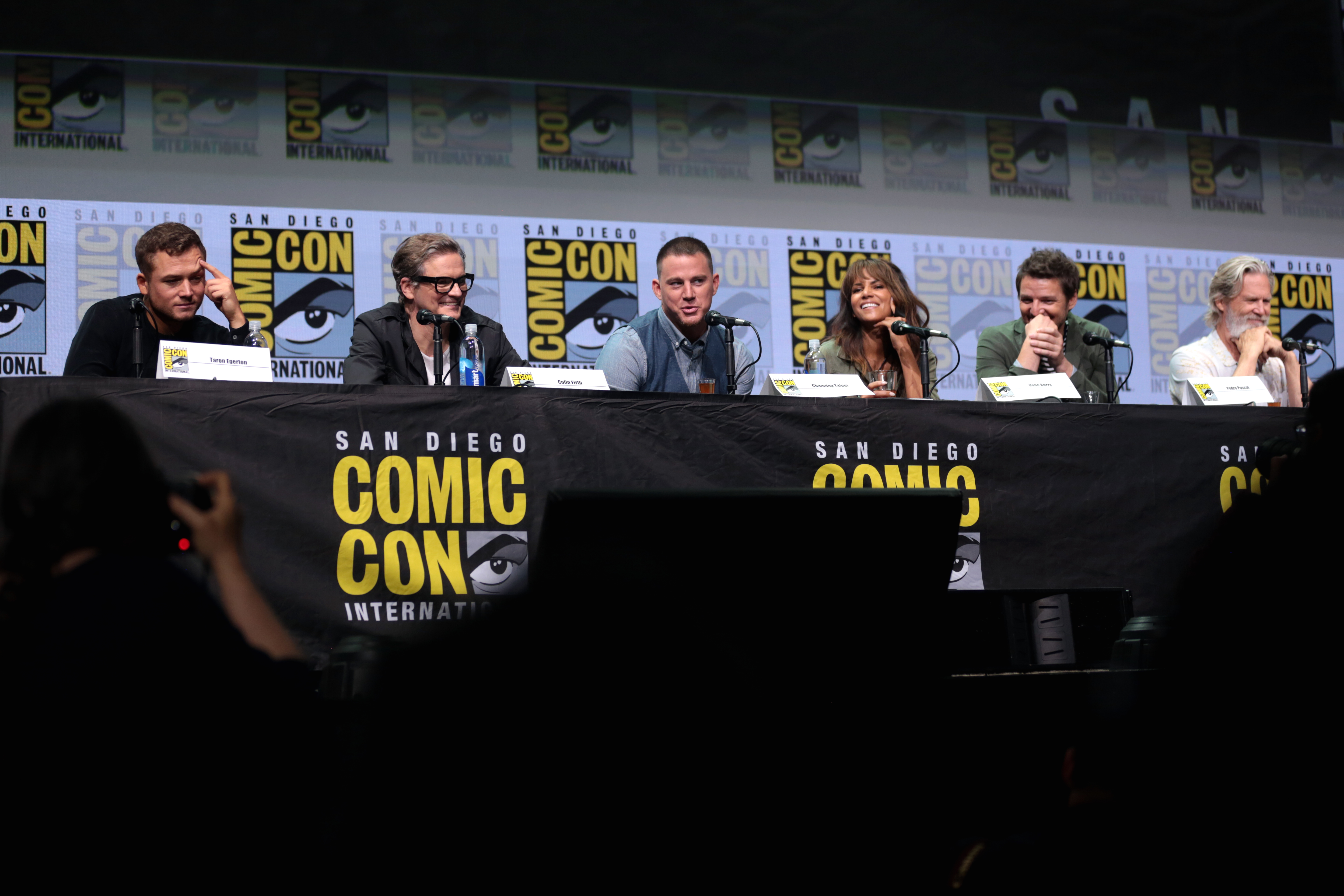
De cast van Kingsman: The Golden Circle op de San Diego Comic-Con in 2017.

| Acteur          | Personage                           |
| --------------- | ----------------------------------- |
| Colin Firth     | Harry Hart / Galahad                |
| Taron Egerton   | Gary "Eggsy" Unwin / Galahad        |
| Channing Tatum  | Tequila                             |
| Pedro Pascal    | Jack Daniels / Whiskey              |
| Julianne Moore  | Poppy Adams                         |
| Halle Berry     | Ginger Ale / Whiskey                |
| Jeff Bridges    | Champagne "Champ"                   |
| Mark Strong     | Merlin                              |
| Elton John      | zichzelf                            |
| Edward Holcroft | Charlie Hesketh                     |
| Sophie Cookson  | Roxy Morton / Lancelot              |
| Michael Gambon  | Sir Giles / Arthur                  |
| Emily Watson    | Fox, de stafchef van het Witte Huis |

## Trivia
- In Cambodja werd de film ondanks aanpassingen verboden, omdat het land erin zou worden afgebeeld als thuishaven voor terroristen.[2][3]